# Ti va di pagare? - Priceless
Ti va di pagare? - Priceless (Hors de prix) è un film del 2006 diretto da Pierre Salvadori.
Il film, di produzione francese, è una commedia romantica sul modello della sophisticated comedy hollywoodiana alla Lubitsch o Hawks che ha per protagonisti Audrey Tautou e Gad Elmaleh.

## Trama
Irène (Audrey Tautou) fa la mantenuta. Un giorno in un grande albergo di Biarritz incontra il giovane Jean (Gad Elmaleh), barista e cameriere tuttofare. Irene trascorre tutta la serata e la notte con Jean credendo che questi sia un miliardario, quindi il giorno seguente sparisce con il suo maturo compagno. Esattamente un anno dopo, tornando nello stesso albergo, Irène incontra di nuovo Jean che questa volta sta subito al gioco e la seduce replicando la notte di passione del primo incontro. Stavolta il facoltoso compagno di Irene ha scoperto la tresca e dunque a tre mesi dal matrimonio la lascia. Pensando di consolarsi con un altro miliardario, Irène si getta tra le braccia di Jean scoprendo però subito l'amara verità.
Dovendo ripartire da zero la ragazza si reca a Nizza dove però, a sorpresa, la raggiunge Jean che si è perdutamente innamorato di lei. Convinta che Jean la rovini, ma non riuscendo a liberarsene, lei si dà ancora più del solito al lusso sfrenato ben sapendo che il ragazzo squattrinato reggerà ben poco. E così avviene. Ma quando fa per tornarsene a casa, Jean è abbordato da una matura signora in cerca di compagnia. Alla vista di Irène che nello stesso Grand Hotel ha già rimorchiato un nuovo miliardario, Jean si convince di provare a fare per una volta esattamente quello che la ragazza di cui si è innamorato fa già da anni. Ed è proprio Irène, dopo l'indignazione e lo stupore iniziale, ad istruirlo per bene. Tra i due nasce una forte complicità e anche Irene che sembrava incapace di provare certi sentimenti finisce per innamorarsi di Jean.
Il ménage tra i due al Grand Hotel viene fatalmente scoperto dai rispettivi partner che ovviamente lasciano entrambi. Lei resta di nuovo senza nulla mentre a Jean viene lasciato uno scooter, sufficiente per partire insieme ad Irène verso nuove mete: l'Italia.